# Eulophia cristata
Eulophia cristata là một loài thực vật có hoa trong họ Lan. Loài này được (Afzel. ex Sw.) Steud. mô tả khoa học đầu tiên năm 1840.